# Creochiton pudibunda
Creochiton pudibunda är en tvåhjärtbladig växtart som först beskrevs av Carl Ludwig von Blume, och fick sitt nu gällande namn av Carl Ludwig von Blume. Creochiton pudibunda ingår i släktet Creochiton och familjen Melastomataceae. Inga underarter finns listade i Catalogue of Life.